# 長崎高資
長崎 高資（ながさき たかすけ）は、鎌倉時代末期の武士。北条氏得宗家の被官である御内人・内管領。長崎円喜の嫡男。鎌倉幕府の実権を握って父と共に権勢を振るった。

## 生涯
正和5年（1316年）頃、父・円喜から内管領の地位を受け継ぎ幕府の実権を握った。『保暦間記』によれば、鎌倉後期の文永5年（1268年）頃から始まる奥州津軽地方での蝦夷反乱に関連して、文保2年（1318年）頃に蝦夷管領（蝦夷代官）・安藤季長と、その従弟の安藤季久との間で、蝦夷管領職の座をめぐる争いが生じ、更にこの内紛を好機とみた蝦夷民が、出羽国（秋田県・山形県）で安藤氏を葬ろうと再蜂起すると、鎌倉幕府は、元弘2年/元徳4年、正慶元年（1332年）に問注所（裁判所）に安藤季長側・季久側両者の代表者を呼んで意見を聴取したが、内管領の長崎高資は、当事者双方から賄賂を受け取りながら裁定を下さず、その結果として紛争の激化（安藤氏の乱）を招いたという。もっとも鎌倉時代の一次資料は少なく、鎌倉幕府を倒した新政権側の視点で内部腐敗が誇張されている可能性を考慮すべきで、御成敗式目には賄賂に関する罰則規定も無く、古来より、礼銭の慣習が定着していた時代であり、現代の法観念上は違法もしくは非倫理的行為であっても高資が少なくとも当時の法に反した行為を働いていた訳ではなく、蝦夷管領職という奥州・北海道の蝦夷を管轄する幕府の要職を、賄賂によって決定出来た訳ではない点に留意する必要がある。
正中2年（1325年）になって、得宗家は蝦夷代官職を季長から季久に替えたが、戦乱は収まらず、その後も季長は得宗家の裁定に服さず、戦乱は収まらなかったため、後世に成立した史書においては、蝦夷の乱は幕府の腐敗を示す例として評され、幕府衰退の遠因となったとする見解もある。
嘉暦元年（1326年）には、出家した執権北条高時の後継をめぐり得宗家外戚の安達氏と対立し、高資は高時の子邦時が長じるまでの中継ぎとして北条一族庶流の金沢貞顕を執権としたが、高時の弟泰家らの反対により貞顕はまもなく辞任して剃髪、赤橋守時を執権とした（嘉暦の騒動）。嘉暦元年時点で、それまで御内人が就任する事がなかった幕府の評定衆となっている（『金沢文庫古文書』）。
元弘元年（1331年）には高資の専横を憎む高時がその排除を図ろうとし、高資の叔父とされる長崎高頼らに高資を討つよう命じるが、発覚して高頼らは配流された。高時は自らの関与を否定し追及を免れたが、権力を極めた高資に対しては得宗家であっても無力であった。
元弘3年/正慶2年（1333年）5月、新田義貞に鎌倉を攻められた際、北条一族と最期を共にしたと考えられるが、『太平記』には自害した父の円喜や子の高重とは対照的に高資の最期については記載されていない。

## 画像集

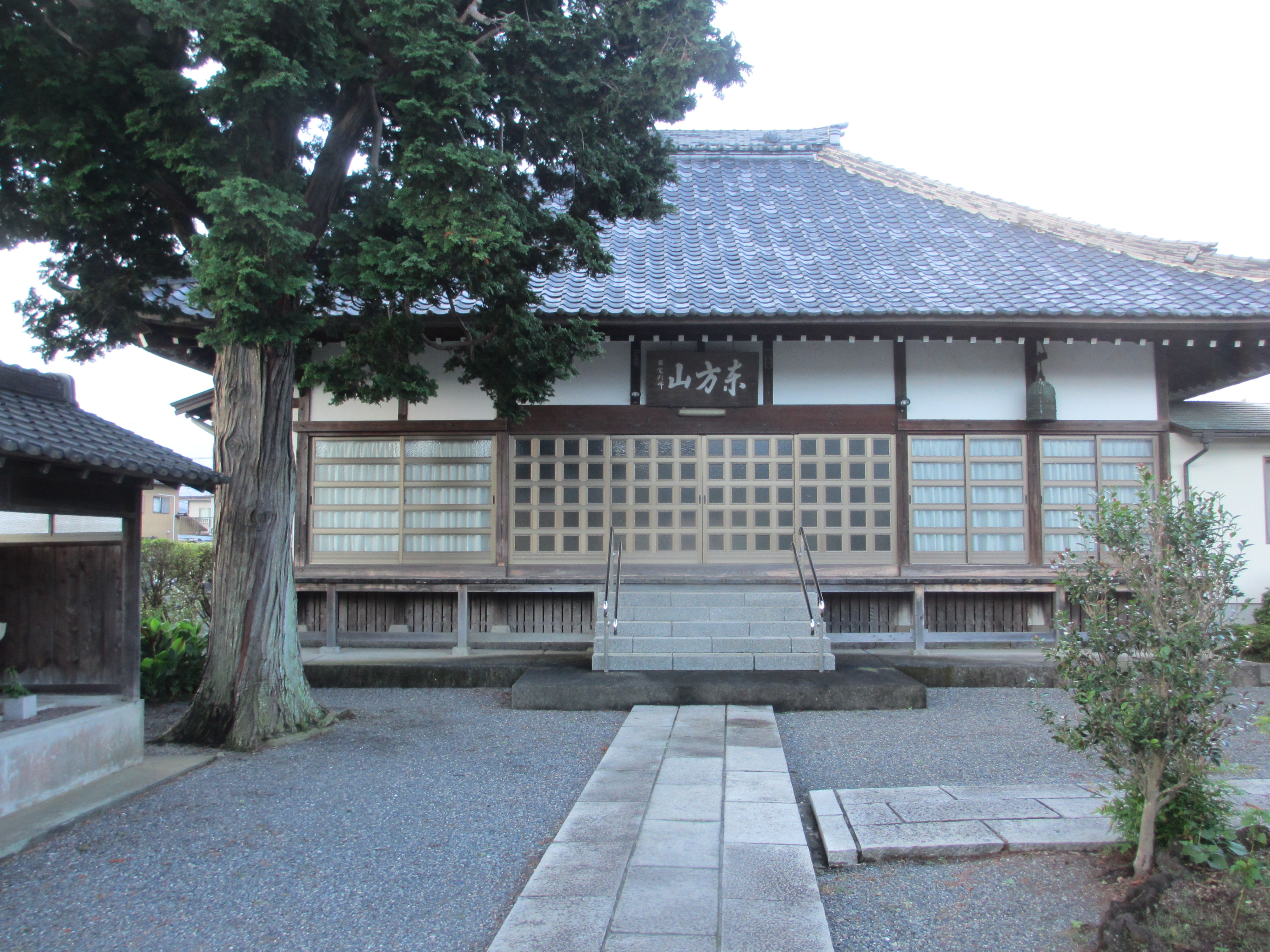
長崎長昌院（静岡県伊豆の国市長崎171長崎円喜盛宗(高綱)開基）
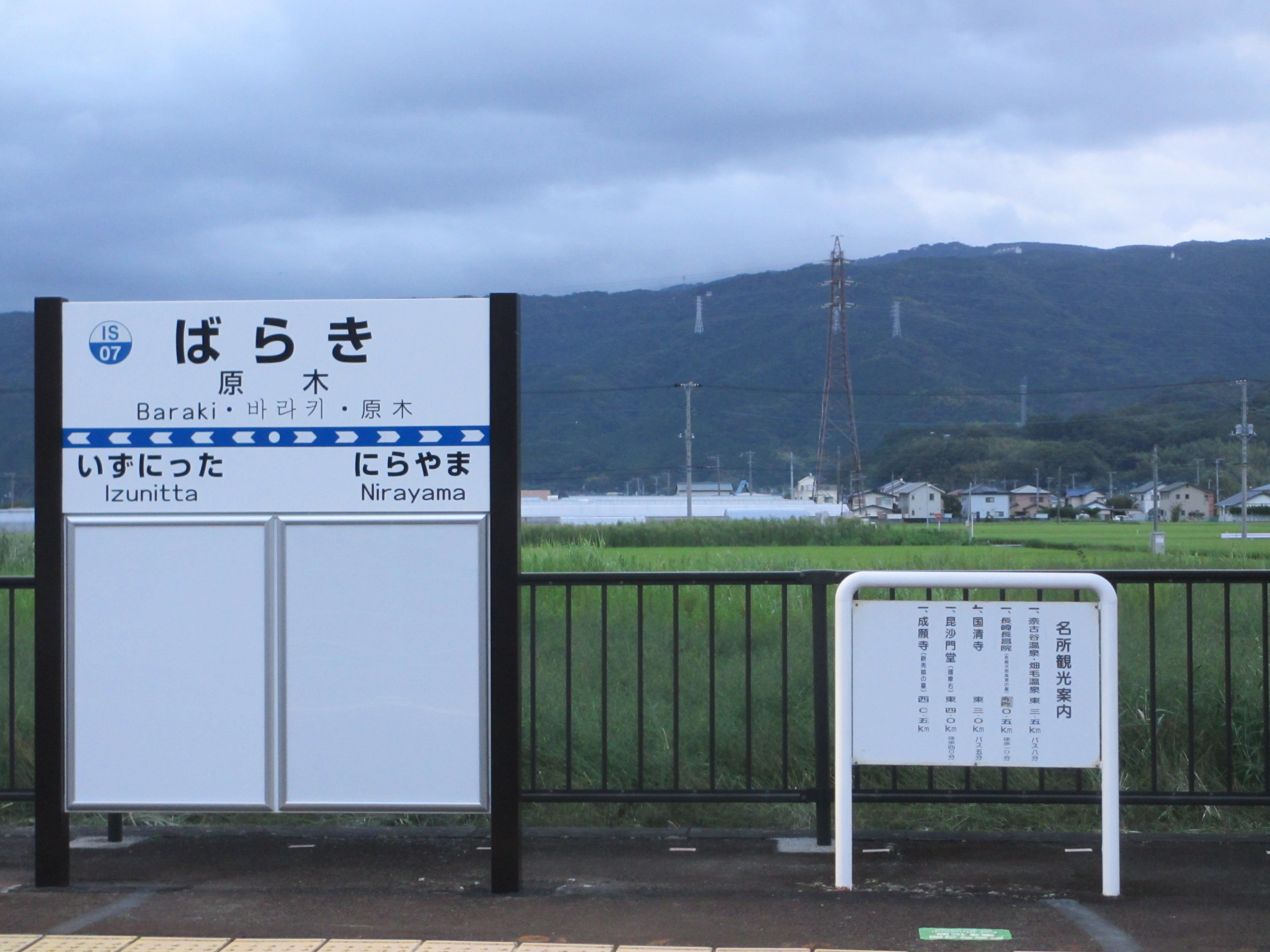
原木駅、名所観光案内板（こちらには長崎長昌院（長崎次郎高資の墓）の案内あり）
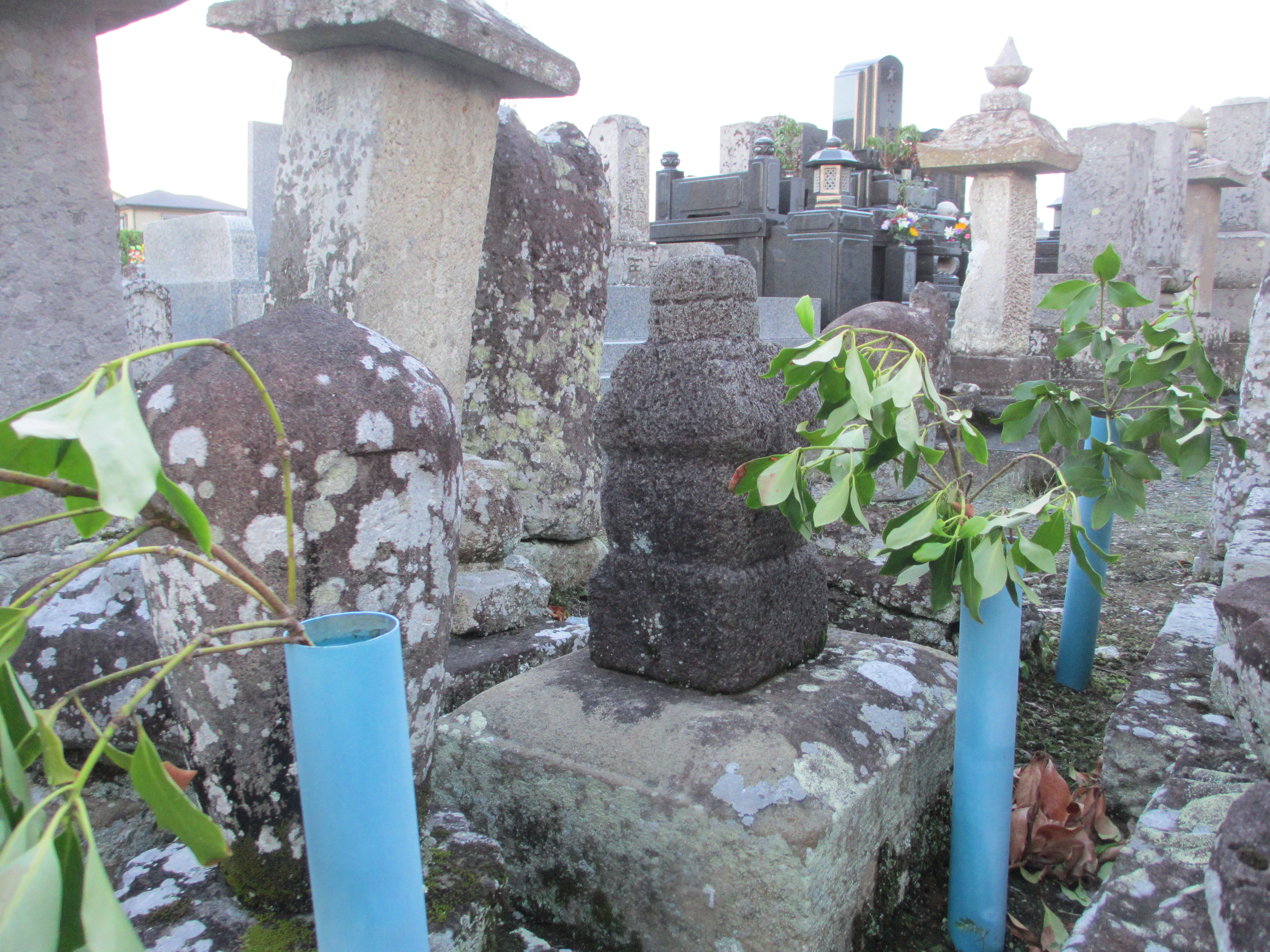
長崎高資?長崎円喜盛宗(高綱)?五輪塔（現住職談、開基・長崎氏との関係は間違いない）